# Steffen Kiese
Steffen Kiese (* 28. September 1987 in Oldenburg) ist ein deutscher Basketballspieler.

## Spielerlaufbahn
Kiese spielte in der Jugend des Oldenburger TB und ab 2005 in der Herrenmannschaft der Niedersachsen in der ersten Regionalliga Nord. 2009 wechselte er zum SC Rist Wedel, der damals gerade in die 2. Bundesliga ProB aufgestiegen war. 2011 ging er von Wedel zum VfL Stade in die erste Regionalliga. Er wurde zum Sportler des Jahres 2012 in der Hansestadt Stade gekürt. 2013 gewann er mit dem VfL den Meistertitel in der Nordstaffel der ersten Regionalliga und wurde in dieser Saison vom Internetdienst eurobasket.com als bester deutscher Spieler der Liga ausgezeichnet. Nach dem Aufstieg spielte er mit Stade 2013/14 in der ProB, allerdings wurde der Klassenerhalt verpasst.
2014 wechselte Kiese zu den neugegründeten Hamburg Towers und gehörte somit zum ersten Kader der Vereinsgeschichte in der 2. Bundesliga ProA. Bei den Hamburgern wurde er Publikumsliebling, entschloss sich nach der Saison 2015/16 aus beruflichen Gründen jedoch gegen eine Fortsetzung seiner Karriere in der ProA. Er kehrte zur Saison 2016/17 zu Rist Wedel (ProB) zurück. Nach dem Ende der Saison 2017/18 beendete er seine Basketballkarriere im Profibereich und wechselte zur TSG Bergedorf in die Regionalliga. Er spielte bis 2020 für Bergedorf. Später spielte er im Amateurbereich für den Eimsbütteler TV.